# Povstání Karpatské Siče
Povstání Karpatské Siče byl ozbrojený střet mezi československými vojáky a ukrajinskými nacionalisty – sičovci, kteří chtěli vyhlásit nezávislost tzv. Karpatské Ukrajiny.

## Historie
Hnutí ukrajinských nacionalistů na Podkarpatské Rusi se původně nazývalo „ Ukrajinská národní obrana“, později bylo přejmenováno na „Karpatská Sič“. Velitelem tohoto hnutí byl Dmytro Klempuš, náčelníkem štábu byl Sergěj Jefremov.
Boje probíhaly v noci z 13. na 14. března 1939; během této noci mj. přepadlo cca 350 sičovců československý četnický pohotovostní oddíl v Chustu, který se jim však ubránil. Ve skutečnosti byl tento puč zosnován německou tajnou službou, která potřebovala „důkazy“ o neudržitelnosti situace v Československu a nutnosti její likvidace. Puč byl potlačen během několika hodin československými vojáky, příslušníky chustského I. praporu 45. pěšího pluku 45. Na straně československého vojska byli 2 mrtví, na straně sičovců bylo cca 40 padlých.
Po vyhlášení nezávislosti Slovenska dne 14. března 1939 byly československé jednotky (8 tisíc vojáků) odříznuty a musely kromě toho vzdorovat útoku maďarské armády (50 tisíc vojáků).[zdroj?]
Dne 15. března 1939 byl po dohodě s prezidentem Emilem Háchou[zdroj?] vyhlášen stát Karpatská Ukrajina. Ve dnech 15.–18. března 1939 českoslovenští vojáci pod velením generála Olega Svátka úspěšně vzdorovali maďarským jednotkám, postupně se v dalších dnech stáhli na Slovensko, do Polska a Rumunska. Do Polska a Rumunska se před maďarskou armádou však stahovali též sičovci, kteří dne 16. března 1939 u Sekernice zastřelili československé četnické strážmistry Fořta a Šafaříka.
Karpatští sičovci pak kladli odpor maďarskému vojsku. Největší bojový střet se uskutečnil dne 16. března 1939 na rovině, zvané Krásné Pole, na pravem břehu Tisy, blízko Chustu. Padlo zde cca 230 sičovců. Do zajetí padlo cca 450 sičovců (byli mezi nimi i polští občané), většina zajatců byla zastřelena.
18. března přestala Karpatská Ukrajina kvůli maďarské okupaci existovat. V následujících letech bylo v maďarských koncentračních táborech popraveno 4000–5000 sičovců.[zdroj?]